# Споручница грешных
Ико́на Бо́жией Ма́тери «Спору́чница гре́шных» (поручительница за грешных — то есть, Поручительница или Посредница между милосердным Богом и согрешающими людьми, неусыпная за них Ходатаица и Молитвенница). Почитаемая в Православной церкви чудотворная икона Богородицы в Николо-Одринском монастыре. Название икона получила от надписи, сохранившейся на ней: «Аз Споручница грешных к Моему Сыну…»
Богородица изображена по пояс, левой рукой держит младенца Христа, который сжимает её правую руку. Икона украшена коронами, что свидетельствует о её малороссийском или белорусском происхождении.

## История
Древний образ был обретён в 1843 году в Одрино-Николаевском мужском монастыре Орловской губернии. По преданию, он был прославлен рядом чудесных исцелений, в том числе —  во время эпидемии холеры.
Впервые образ прославился чудесами в 1843 году в Одрино-Николаевском монастыре. Она находилась в деревянной часовне у Святых врат монастыря. Божия Матерь открыла чудесную силу иконы одновременно сразу нескольким местным жителям. По молитве перед иконой были исцелены двухлетний сын Тимофей карачевской жительницы Александры Почепиной, страдавший эпилепсией (мать увидела икону во сне), парализованный малолетний сын орловского помещика Новикова, прозрела трёхлетняя дочь карачевского купца Павла Сытина. Эти чудесные исцеления, произошедшие почти одновременно, разнесли славу иконы по всей округе, её перенесли в соборный храм святителя Николая Чудотворца.

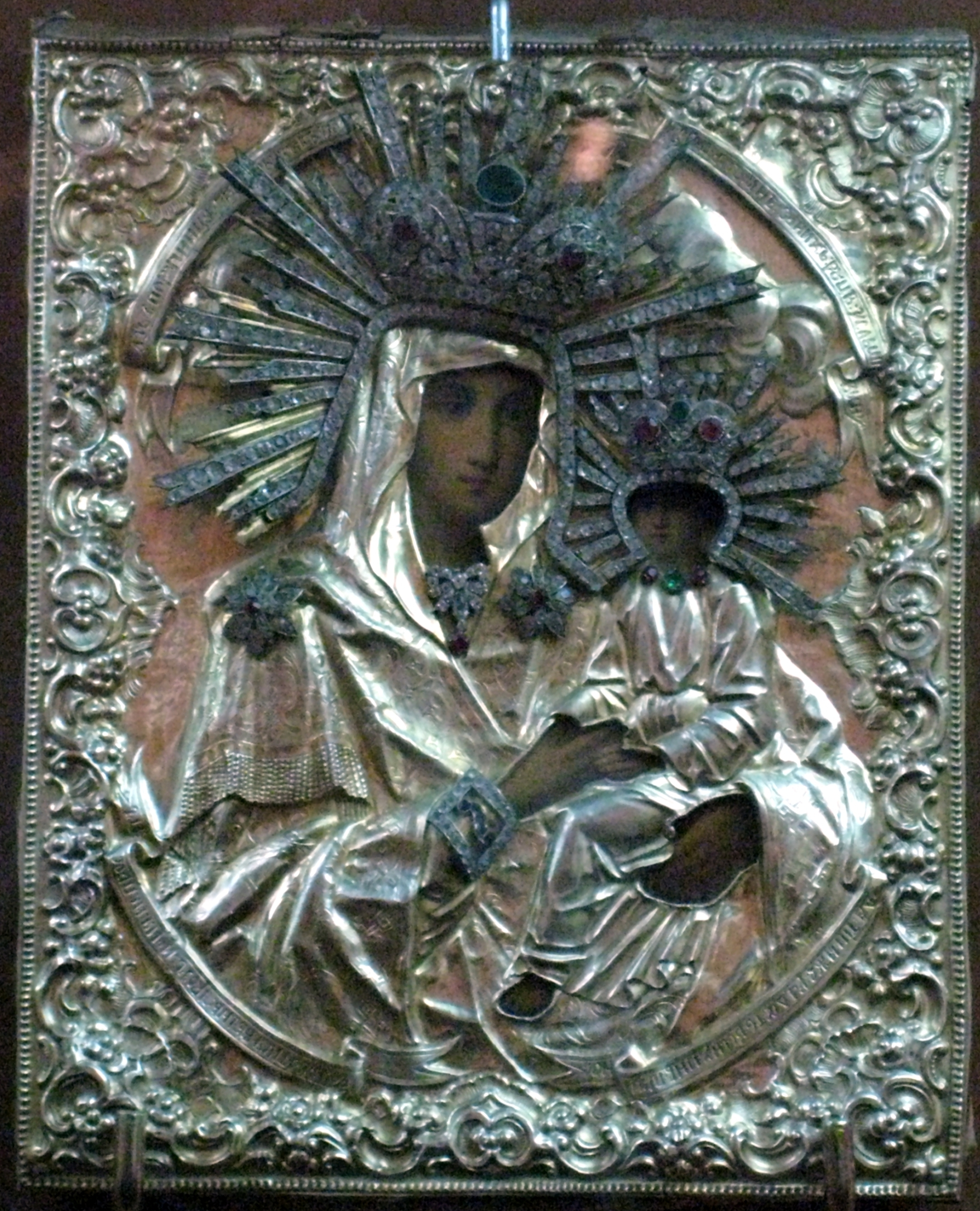
«Споручница Грешных» икона в драгоценной ризе (Кирилло-Белозерский монастырь)

Считается, что та самая икона (оригинал), прославившаяся в 1843 году, находится в настоящее время в Одрино-Николаевском мужском монастыре. Когда уцелевшие иконы из разорённого монастыря в 20-х годах XX века расходились по окрестным деревням, эта икона досталась жительнице села Старого Хотынецкого района современной Орловской области. В 1970-х годах её дом сгорел, она отдала икону соседям, а впоследствии передала некой Раисе, прихожанке карачевского храма Всех Святых. В 1994 году последняя была пострижена в монахини и уехала вместе с иконой в монастырь под Одессой. Однако примерно через год она вернулась и в декабре 1995 года поступила в Николо-Одринскую обитель, при этом икона осталась на Украине. Вернуть её обратно вызвался схимонах Макарий, первый послушник и помощник настоятельницы Мариам, приехавший по её просьбе из Оптиной пустыни. Помимо того, что Макарий в обывательском понимании был инвалидом с парализованными ногами, и передвигался он на доске с колёсиками, его миссия осложнялась ещё и тем, что к тому моменту икона находилась в частной коллекции, а также наличием таможни. Однако 24 октября 1996 года чудотворная икона вернулась в стены родной обители.
Празднование иконе совершается 7 марта и 29 мая (по юлианскому календарю).

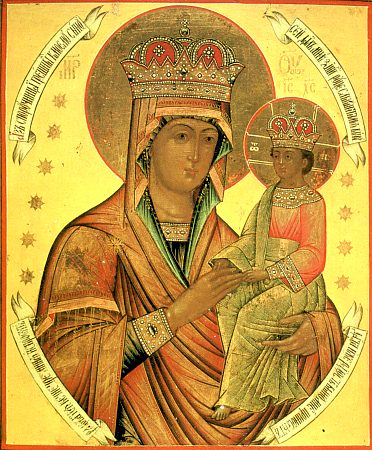

## Список иконы в Хамовниках
В 1846 году иеромонах Одрина монастыря был послан в Москву для сооружения ризы на чудотворную икону Божией Матери «Споручница грешных», где его приютил у себя подполковник Д. Н. Бонческул. В благодарность за его гостеприимство из Одрина монастыря был прислан точный список чудотворной иконы, сделанный на липовой доске.
Полученную икону Споручница грешных Бонческул с благоговением поставил с другими иконами в домашний иконостас. Вскоре все стали замечать, что по иконе Споручница грешных мелькает необыкновенный блеск, а с самого образа начали истекать капли маслянистой влаги. Этой влагою помазали нескольких болящих, и они исцелились. Со всех сторон стали приезжать к иконе больные, молились перед нею и получали исцеление.
В 1848 году Бонческул пожертвовал свою икону Споручница грешных в приходскую Николаевскую церковь в Хамовниках. Истечение маслянистой жидкости из иконы продолжалось, и диакон, стоящий при иконе, отирал влагу бумагою и раздавал народу. Вскоре мироточение прекратилось, но в алтаре церкви начались явления необычного света в виде появлявшихся и исчезавших звёзд. Икона прославилась многими официально зафиксированными исцелениями.